# Nuoto ai campionati mondiali di nuoto 2017 - Staffetta 4x100 metri stile libero mista
La gara di nuoto della staffetta 4x100 metri stile libero mista dei campionati mondiali di nuoto 2017 è stata disputata il 29 luglio presso la Duna Aréna di Budapest. Vi hanno preso parte 21 squadre nazionali. La competizione è stata vinta dalla squadra statunitense, mentre l'argento e il bronzo sono andati rispettivamente alla squadra olandese e a quella canadese.

## Medaglie
| Posizione | Nazione     | Atleti |
| --------- | ----------- | --- |
| Oro       | Stati Uniti | Caeleb Dressel Nathan Adrian Mallory Comerford Simone Manuel Blake Pieroni* Townley Haas* Lia Neal* Kelsi Worrell* |
| Argento   | Paesi Bassi | Ben Schwietert Kyle Stolk Femke Heemskerk Ranomi Kromowidjojo Maud van der Meer*                                   |
| Bronzo    | Canada      | Yuri Kisil Javier Acevedo Chantal Van Landeghem Penny Oleksiak Markus Thormeyer* Sandrine Mainville*               |

* Nuotatori che hanno partecipato solamente nelle batterie.

## Programma
| Data           | Ora (UTC+2) | Turno    |
| -------------- | ----------- | -------- |
| 29 luglio 2017 | 10:21       | Batterie |
| 29 luglio 2017 | 19:17       | Finale   |

## Record
Prima della manifestazione il record del mondo e il record dei campionati erano i seguenti.
| Record mondiale       | 3'23"05 | Stati Uniti Ryan Lochte (48"79) Nathan Adrian (47"29) Simone Manuel (53"66) Missy Franklin (53"31) | 8 agosto 2015 Kazan', Russia |
| Record dei campionati | 3'23"05 | Stati Uniti Ryan Lochte (48"79) Nathan Adrian (47"29) Simone Manuel (53"66) Missy Franklin (53"31) | 8 agosto 2015 Kazan', Russia |

Durante la competizione è stato battuto il seguente record:
| Data      | Evento | Atleti                                                                                       | Nazione     | Tempo   | Record                                  |
| --------- | ------ | -------------------------------------------------------------------------------------------- | ----------- | ------- | --------------------------------------- |
| 29 luglio | Finale | Caeleb Dressel (47"22) Nathan Adrian (47"49) Mallory Comerford (52"71) Simone Manuel (52"18) | Stati Uniti | 3'19"60 | Record mondiale · Record dei campionati |

## Risultati

### Batterie
| Posizione | Batteria | Corsia | Atleti | Nazione     | Tempo   | Note  |
| --------- | -------- | ------ | --- | ----------- | ------- | ----- |
| 1         | 3        | 4      | Ben Schwietert (48"97) Kyle Stolk (48"06) Femke Heemskerk (52"77) Maud van der Meer (54"09)                              | Paesi Bassi | 3'23"89 | Q     |
| 2         | 1        | 6      | Blake Pieroni (48"23) Townley Haas (48"32) Lia Neal (53"98) Kelsi Worrell (53"40)                                        | Stati Uniti | 3'23"93 | Q     |
| 3         | 3        | 7      | Yuri Kisil (48"57) Markus Thormeyer (49"35) Sandrine Mainville (53"75) Chantal Van Landeghem (53"40)                     | Canada      | 3'25"07 | Q     |
| 4         | 3        | 3      | Dominik Kozma (48"25) Nándor Németh (48"61) Zsuzsanna Jakabos (54"18) Evelyn Verrasztó (54"41)                           | Ungheria    | 3'25"45 | Q     |
| 5         | 2        | 4      | Alessandro Miressi (48"51) Ivano Vendrame (48"54) Federica Pellegrini (53"80) Erika Ferraioli (54"86)                    | Italia      | 3'25"71 | Q     |
| 6         | 2        | 7      | Katsuhiro Matsumoto (49"42) Katsumi Nakamura (47"98) Tomomi Aoki (54"86) Chihiro Igarashi (54"65)                        | Giappone    | 3'26"91 | Q, AS |
| 7         | 2        | 5      | Nikita Korolev (49"27) Aleksandr Popkov (48"48) Viktoriya Andreyeva (54"63) Veronika Popova (54"56)                      | Russia      | 3'26"94 | Q     |
| 8         | 3        | 0      | Louis Townsend (49"42) Zac Incerti (49"03) Brianna Throssell (54"74) Madison Wilson (54"30)                              | Australia   | 3'27"49 | Q     |
| 9         | 2        | 1      | Lin Yongqing (49"26) Cao Jiwen (49"92) Wu Qingfeng (55"15) Sun Meichen (55"09)                                           | Cina        | 3'29"42 |       |
| 10        | 3        | 9      | Anders Lie (49"70) Daniel Skaaning (49"87) Signe Bro (54"79) Emilie Beckmann (55"77)                                     | Danimarca   | 3'30"13 |       |
| 11        | 1        | 3      | Marcus Schlesinger (50"80) Liran Konovalov (50"27) Keren Siebner (56"14) Andrea Murez (53"95)                            | Israele     | 3'31"16 |       |
| 12        | 2        | 6      | Douglas Erasmus (50"02) Zane Waddell (48"85) Erin Gallagher (55"26) Emma Chellius (57"25)                                | Sudafrica   | 3'31"38 | AF    |
| 13        | 1        | 2      | Julien Henx (50"22) Pit Brandenburger (51"02) Julie Meynen (55"93) Monique Olivier (57"73)                               | Lussemburgo | 3'34"90 |       |
| 14        | 1        | 4      | Uvis Kalniņš (50"50) Girts Feldberg (50"83) Gabriela Ņikitina (56"76) Kristina Steina (1'00"27)                          | Lettonia    | 3'38"36 |       |
| 15        | 3        | 6      | Khader Baqlah (49"46) Mohammed Bedour (50"47) Talita Baqlah (1'00"69) Dara Al-Bakry (59"69)                              | Giordania   | 3'40"31 |       |
| 16        | 3        | 8      | Chao Man Hou (52"33) Lin Sizhuang (52"45) Tan Chi Yan (59"37) Lei On Kei (59"34)                                         | Macao       | 3"43'49 |       |
| 17        | 3        | 1      | Mikel Schreuders (49"80) Jordy Groters (53"10) Allyson Ponson (59"87) Daniella van den Berg (1'01"17)                    | Aruba       | 3'43"94 |       |
| 18        | 1        | 7      | Dean Hoffman (55"23) Alexus Laird (1'00"82) Adam Moncherry (57"93) Felicity Passon (58"29)                               | Francia     | 3'52"27 |       |
| 19        | 2        | 9      | Heriniavo Rasolonjatovo (54"29) Andrianirina Lalanomena (59"04) Elodie Marion Razafy (1'03"53) Hantan Raharvel (1'02"53) | Madagascar  | 3'59"39 |       |
| 20        | 2        | 2      | Olim Kurbanov (59"51) Ramziyor Khorkashov (1'05"14) Karina Klimyk (1'13"55) Anastasiya Tyurina (1'11"45)                 | Tagikistan  | 4'29"65 |       |
| 21        | 3        | 2      | Ismail Muthasim Adnan (1'02"06) Aminath Shajan (1'12"51) Sajina Aishath (1'15"35) Mubal Azzam Ibrahim (1'01"32)          | Maldive     | 4'31"24 |       |
| -         | 1        | 5      | - | Slovacchia  | -       | DNS   |
| -         | 2        | 0      | - | Fær Øer     | -       | DNS   |
| -         | 2        | 3      | - | Egitto      | -       | DNS   |
| -         | 2        | 8      | - | Sri Lanka   | -       | DNS   |
| -         | 3        | 5      | - | Francia     | -       | DNS   |

### Finale
| Posizione | Corsia | Atleti                                                                                             | Nazione     | Tempo   | Note |
| --------- | ------ | -------------------------------------------------------------------------------------------------- | ----------- | ------- | ---- |
|           | 5      | Caeleb Dressel (47"22) Nathan Adrian (47"49) Mallory Comerford (52"71) Simone Manuel (52"18)       | Stati Uniti | 3'19"60 | RM   |
|           | 4      | Ben Schwietert (49"12) Kyle Stolk (47"80) Femke Heemskerk (52"33) Ranomi Kromowidjojo (52"56)      | Paesi Bassi | 3'21"81 | ER   |
|           | 3      | Yuri Kisil (48"51) Javier Acevedo (48"68) Chantal Van Landeghem (53"25) Penny Oleksiak (53"11)     | Canada      | 3'23"55 |      |
| 4         | 7      | Katsuhiro Matsumoto (49"38) Katsumi Nakamura (47"76) Rikako Ikee (53"50) Chihiro Igarashi (54"14)  | Giappone    | 3'24"78 | AS   |
| 5         | 2      | Luca Dotto (48"71) Alessandro Miressi (48"27) Federica Pellegrini (53"49) Silvia Di Pietro (54"42) | Italia      | 3'24"89 |      |
| 6         | 6      | Dominik Kozma (48"12) Richárd Bohus (48"54) Zsuzsanna Jakabos (53"60) Evelyn Verrasztó (54"76)     | Ungheria    | 3'25"02 | RN   |
| 7         | 1      | Danila Izotov (48"59) Aleksandr Popkov (48"48) Viktoriya Andreyeva (54"66) Veronika Popova (53"76) | Russia      | 3'25"49 | RN   |
| 8         | 8      | Louis Townsend (49"24) Alexander Graham (48"36) Brittany Elmslie (53"93) Madison Wilson (53"98)    | Australia   | 3'25"51 |      |